# Simon Forsmark
Bernt Nils Simon Forsmark, född 17 oktober 2003 i Kumla, Örebro län, är en svensk professionell ishockeyspelare. Forsmarks moderklubb är Kumla HC.
Han draftades av Carolina Hurricanes i fjärde rundan, som 101:e spelare totalt i NHL-draften 2022.